# Projekt Delta (Nizozemska)
Projekt Delta (nizozemsko Deltawerken) je niz gradbenih konstrukcij, ki vsebujejo zapornice, jezov, pregrad in nasipov, s katerimi se zaščiti velik del morske obale in rečne delte Rena, Meuse in Šelda na Nizozemskem. Projekt je trajal več kot 30 let in se nadaljuje zaradi nevarnosti dviga gladine morja in klimatskih sprememb. Cilj tega projekta je skrajšati nizozemsko morsko obalo in s tem tudi zmanjšati dolžino gradnje morskih nasipov. Zgrajenih je okoli 3000 km morskih nasipov in okoli 10 000 km notranjih nasipov (reke in kanali).
Projekt Delta, skupaj s projektom Zuiderzee je eden od Sedem čudes sodobnega sveta, ki jih je določilo ameriško društvo gradbenih inženirjev (American Society of Civil Engineers).

## Zgodovina
Estuariji rek Ren, Meuse in Šelda so bili skozi stoletja izpostavljeni poplavam. Po tem ko je bila leta 1933 zgrajena glavna železniška proga in cesta vzdolž morske obale (Afsluitdijk), so Nizozemci začeli graditi jezove v rečnih deltah Rena in Meuse (nizozemsko Rijn in Maas). Cilj je bil skrajšati morsko obalo in ustvariti umetno sladkovodno jezero.
Zadnja velika poplava se je zgodila leta 1953, ko je močna nevihta porušila nekaj nasipov na jugozahodu Nizozemske in je več kot 1800 ljudi utonilo. Nizozemska vlada se je odločila začeti dela pod naslovom "Projekt Delta", s katerim bi nizozemsko obalo zaščitila od bodočih poplav. Plan je bil zapreti estuarije rek z jezovi tako, da bi se dolžina morskih nasipov zmanjšala za okoli 640 km. Na jezovih so postavljena dvoja kovinska vrata, da lahko ladje vplovejo v pristanišča Rotterdam in Antwerpen (Anvers).
Najvažnejši del Projekta Delta je bil zaščita obalnega dela pokrajine južne Nizozemske, v kateri živi okoli 4 milijone ljudi pod nivojem morja. Če bi morje to področje poplavilo, je zelo majhna verjetnost, da bi ljudje uspeli v pravem času zapustiti ogroženo območje.
Danes se ti nasipi nadgrajujejo zaradi nevarnosti dviga nivoja morja in podnebnih sprememb. Načrtujejo dokončati nadgradnjo do leta 2017. Nasipi naj bi ščitili morsko obalo od dviga morja za 1,3 metra do leta 2100 in dviga za 4 metre do 2200.

## Projekti
| Projekt                                          | Začetek | Otvoritev | Naprava                            | vodni tok                                        | Lokacija                                      |
| Stormvloedkering Hollandse IJssel (Algerakering) | 1954    | 1958      | Poplavna zaščita                   | Hollandse IJssel                                 | južna Nizozemska blizu Krimpen aan den IJssel |
| Zandkreekdam                                     | 1959    | 1960      | Jez                                | Zandkreek, Veerse Gat (Oosterschelde)            | med Noord-Beveland in Zuid-Beveland na vzhod  |
| Veerse Gatdam                                    | 1960    | 1961      | Jez                                | Veerse Gat (Oosterschelde)                       | med Noord-Beveland in Zuid-Beveland na zahod  |
| Grevelingendam                                   | 1958    | 1965      | Jez                                | Grevelingenmeer                                  | med Tholen in Schouwen-Duiveland              |
| Volkerakdam                                      | 1957    | 1969      | Jez                                | Volkerak, Hollands Diep (Meuse in Oosterschelde) | med južno Nizozemsko in Zeelandom             |
| Haringvlietdam                                   | 1958    | 1971      | Jez in poplavna zaščita            | Haringvliet (Ren in Meuse)                       | med Voorne-Putten in Goeree-Overflakkee       |
| Brouwersdam                                      | 1964    | 1971      | Jez                                | Grevelingenmeer                                  | med Goeree-Overflakkee in Schouwen-Duiveland  |
| Markiezaatskade                                  | 1980    | 1983      | Jez                                | Markiezaatsmeer, kanal Šelda–Ren                 | med Zuid-Beveland in Molenplaat               |
| Oosterscheldekering                              | 1960    | 1986      | Poplavna zaščita                   | Oosterschelde                                    | med Schouwen-Duiveland in Noord-Beveland      |
| Oesterdam                                        | 1979    | 1987      | Jez                                | Oosterschelde, kanal Šelda–Ren                   | med Tholen in Zuid-Beveland                   |
| Philipsdam                                       | 1976    | 1987      | Jez                                | Oosterschelde                                    | med Grevelingendam in Sint Philipsland        |
| Bathse spuisluis                                 | 1980    | 1987      | vodna zapornica                    | Volkerak, Markiezaatsmeer, Oosterschelde         | Bath, Zeeland                                 |
| Maeslantkering                                   | 1988    | 1997      | Poplavna zaščita                   | Nieuwe Waterweg (Ren)                            | spodnji tok Rotterdam južna Nizozemska        |
| Hartelkering                                     | 1991    | 1997      | zaščita pred nevihtnim dvigom vode | Hartelkanaal                                     | Blizu Spijkenisse, južna Nizozemska           |

- Hollandse IJssel zaščita pred nevihtnim dvigom vode
- Zandkreekdam[3]
- Veersegatdam
- Grevelingendam
- Volkerakdam
- Haringvliet sluices
- Brouwersdam
- Markiezaatskade
- Vzhodna Šelda - nevihtna pregrada
- Oesterdam
- Philipsdam
- Bathse Spuisluis
- Hartel Barrier
- pregrada Maeslant
- pregrada Maeslant